# Aleksander Józef Uniechowski
Aleksander Józef Uniechowski herbu Ostoja (zm. we wrześniu 1722 roku) – kasztelan  żmudzki w 1709 roku i w latach 1717–1722, sędzia ziemski miński w 1695 roku, komisarz do traktatów z wojskiem litewskiem.
Poseł miński na sejm koronacyjny 1697 roku i sejm pacyfikacyjny 1698 roku. Jako poseł województwa mińskiego był uczestnikiem Walnej Rady Warszawskiej 1710 roku.